# Ailuk
Ailuk è una municipalità delle Isole Marshall con 513 abitanti.
La municipalità è costituita dall'omonimo atollo, costituito da 35 isolette (le principali sono: Ajelep, Aliej, Ailuk, Alkilwe, Barorkan, Biken, Enejabrok, Enejelar, Kapen e Marib), nella Catena delle Ratak, nell'Oceano Pacifico, a 72 km dall'atollo Wotje, terra emersa più vicina.
L'atollo è costituito da una ampia laguna (177,3 km²). Le terre emerse, sono quasi a pelo d'acqua alzandosi di pochissimi metri sul livello del mare, nei punti più alti. L'atollo è circondato da reef.
I tre principali passaggi tra l'atollo e la laguna sono: Erappu Channel, Marok Channel e Eneneman Channel.

## Nome
La municipalità è stata chiamata in passato anche con i seguenti nomi:
- Aluck,
- Eilug,
- Krusenstern (Kotzebue 1817),
- Piscadore Island (Gilbert 1788),
- Tindal and Watts (Gilbert 1788),
- Tindal I.,
- Watts I.

## Popolazione
| Popolazione |      |      |      |      |      |      |  |  |  |
| Anno        | 1958 | 1967 | 1973 | 1980 | 1988 | 1999 |  |  |  |
| Abitanti    | 419  | 384  | 335  | 413  | 488  | 513  |  |  |  |
|             |      |      |      |      |      |      |  |  |  |

## Storia
Ailuk fu raggiunta il 10 gennaio 1565 dal conquistador spagnolo don Miguel López de Legazpi, e riscoperta il 30 giugno 1788 dai capitani britannici Thomas Gilbert e William Marshall. Il 1º maggio 1817 l'isola fu raggiunta ancora dal navigatore russo Otto von Kotzebue. La scoperta delle Ratak si deve però allo spagnolo Alonso de Salazar nel 1526. Ailuk seguì la sorte dell'arcipelago nel cadere prima in mano spagnola, poi tedesca (1885), giapponese (1914) e statunitense (1944).